# Джантюрин, Салимгирей Сеидханович
Салимгирей Сеидханович Джантюрин (1864 — 14 мая 1926 (в некоторых источниках 1920)) — общественный деятель, один из руководителей казахского национально-освободительного движения начала XX века, депутат Государственной думы I созыва от Уфимской губернии.

## Биография
Казах по национальности. Мусульманин. Дворянин Уфимской губернии, потомок казахских ханов Букеевской Орды, чингизид. Окончил Оренбургскую гимназию. В 1889 году окончил физико-математический факультет Московского университета.
- В 1891—1894 мировой судья по Белебеевскому уезду Уфимской губернии.
- В 1894—1902 земский начальник Белебеевского уезда.
- В 1903—1906 член Уфимского губернского по крестьянским делам присутствия.
- Гласный Белебеевского уездного и Уфимского губернского земств.

### Благотворитель и политик
- В 1890 году открыл в селе Килимове детский приют. Позднее на средства Джантюриных в Килимове открыта школа для мальчиков и школа для девочек[6]. Они также пожертвовали 50 тысяч рублей на строительство медресе[7].[a].
- Один из лидеров мусульманского либерального движения. Участник 1-го, 2-го и 3-го Всероссийских мусульманских съездов. С 1905 года находился в оппозиции царскому правительству. Один из создателей «Союза автономистов». 19 ноября 1905 года участвовал в съезде автономистов. Член партии кадетов[4]. На 3-м съезде в августе 1906 года избран членом Центральный комитет партии «Иттифак аль-Муслимин» («Союз мусульман»).
- С 1906 председатель мусульманского благотворительного общества в Уфе. Выступал за автономию окраин, отмену смертной казни, введение однопалатного парламента. Землевладелец Белебеевского уезда (1711 десятин).
- В годы революции 1905—1907 гг. вместе с Г. Ш. Сыртлановым, защищал идею территориальной автономии восточно-тюркских народов[8].

### В Государственной Думе
26 марта 1906 года избран в Государственную думу I созыва от общего состава выборщиков Уфимского губернского избирательного собрания. Входил в Мусульманскую фракцию, секретарь её Бюро. Член аграрной и секретарь распорядительной комиссии. Вошёл в группу Автономистов. Трудовики в своём издании «Работы Первой Государственной Думы» указывают на принадлежность Джантюрина к кадетской фракции, это подтверждают и другие источники, в некоторых случаях детализируя, что он принадлежал именно к правому крылу фракции кадетов.

### После роспуска Думы
10 июля 1906 года в г. Выборге подписал «Выборгское воззвание» и осуждён по ст. 129, ч. 1, п. п. 51 и 3 Уголовного Уложения, приговорён к 3 месяцам тюрьмы и лишён права быть избранным. В 1908—1910 годах был лишён права состоять на государственной службе.
- С 1908 жил в Уфе и Санкт-Петербурге, занимался общественной деятельностью и благотворительностью.
- Один из учредителей Уфимского новометодного медресе высшего типа «Галия» (1906—1918), где была введена также и светская наука[14]. Семья Джантюриных внесла на строительство медресе 18 тыс. рублей. Джантюрин был председателем его Попечительского совета. Всего он и его жена внесли в пользу этого учебного заведения более 50 тысяч рублей[6].
- Член Попечительского совета медресе «Усмания»[6].
- Учредитель газеты на татарском языке «Мусульманский мир» («Аль галямел ислами») (май 1906 — январь 1907, Уфа).
- С 1908 председатель правления Уфимского попечительства о бедных мусульманах в Уфе.
- В 1911 году опубликовал книгу об арабо-персидских словах, вошедших в тюркский язык[4].
- В 1913—1915 годах совместно с И. А. Ахтямовым издавал газету «Миллят» («Нация») на татарском языке в Санкт-Петербурге.
- В июне 1914 делегат от Санкт-Петербурга на мусульманском съезде, посвящённом вопросам реформирования религиозного управления.
- В декабре 1914 секретарь съезда представителей мусульманских благотворительных обществ в Петрограде.
- Член Временного мусульманского комитета по оказанию помощи воинам и их семьям.
- В 1916 товарищ председателя Общества распространения просвещения среди мусульман.
- В 1916 году в бюро при мусульманской фракции Гос. Думы занимался проблемами обучения на родном языке. Вместе с М. Шокаем, С. Максудовым, А. Салиховым собирал материалы о положении людей из Туркестанского края и Казахстана, мобилизованных на фронтовые работы[4].

### После революции
- В марте 1917 член Временного центрального бюро российских мусульман.
- Делегат 1-го (май 1917, Москва) и 2-го (июль 1917, Казань) Всероссийского мусульманского съездов.
- С 22.11.1917 по 11.1.1918 участвовал в работе Национального собрания тюрко-татарской внутренней России и Сибири («Милли Меджлис»), входил во фракцию тюркистов, член комиссий: по разработке проекта «национальных областей», финансовой.
- В январе-апреле 1918 член финансового отдела Национального управления тюрко-татар («Милли идарэ»).
- Участвовал в работе Государственного совещания (сентябрь 1918, Уфа).

Был сторонником Алашординского правительства и поддерживал тесные связи с его руководителями.
В Гражданскую войну 1918—1922 постепенно отошёл от политической деятельности. В 1920—1923 работал статистиком в различных учреждениях Иркутска, с 1924 работал в Москве, жил в одной комнате вместе с дочерью в коммунальной квартире. В 1925 переехал в Казань, где служил в Наркомате торговли Татарской АССР.
Погиб в результате несчастного случая. Находясь рядом с домом, оступился и упал в открытый люк подвала, умер от перелома основания черепа.

## Произведения
- Сәлимгәрәй Җантурин Лөгате. 1911 елда Уфа шәһәрендә басылып чыга. Анда XX гасыр. (Шрифт арабский. Толковый словарь иностранных слов, заимствованных преимущественно из арабского, персидского и османско-турецкого языков, используемых в литературном татарском языке начала XX в.)
- Джантюрин С. Очерки киргизского коневодства. … (По данным бюджетного обследования Каркаралинского уезда в 1926 г.) // Наше хозяйство, 1927. — № 5-6.

## Семья
Жена — Суфия Саидгиреевна (урождённая Тевкелева), 1877—1914/1915, из знатного татарского рода Тевкелевых, по некоторым сведениям также принадлежавшего к чингизидам. Двоюродная сестра депутата Государственной Думы М.-К. Б. Тевкелева. Была одной из основательниц “Уфимского мусульманского дамского общества”, возможно, первой общественной организации татарок в России. Скончалась в Стамбуле, куда выехала для лечения. Значительную часть своего состояния она завещала на нужды просвещения.
Сын — Джангир Салимгиреевич (Джихангир) (16.10.1894 — ?) окончил Николаевское кавалерийское училище в 1916 г. Поручик 5-го драгунского полка. В белых войсках Восточного фронта. На 18 августа 1919 командующий 4-м эскадроном Уфимского гусарского полка. Холост. После окончания гражданской войны, возможно, эмигрировал в Турцию.
Дочь — Сара Гиреевна (1899—1958), похоронена на кладбище Донского монастыря в Москве. Муж — Беляков Степан Никитич (1891—1943). Две дочери.
Дочь — Заира Гиреевна (1901—1944), детей не было.

## Комментарии
1. ↑  «Когда возник вопрос о строительстве в Уфе медресе, то Суфия с мужем выделили в общей сложности 50000 рублей на строительство медресе «Галия». Немало средств из своего состояния она завещала на нужды просвещения (Суфия умерла очень рано, всего в 37 лет). Так, были завещаны 10000 рублей на нужды медресе «Галия», и 5000 рублей на ее библиотеку[7]».
2. ↑  По другим не подтверждённым данным жена Салимгирея Джантюрина была дочерью генерала Али Шейхалиева и его жены Гульсум-бике[16] Эти сведения другими независимыми источниками не подтверждены.
3. ↑  «Первые общественные организации женщин татарок возникли в начале XX века. Это были различные благотворительные общества и общества взаимопомощи. По известным нам документам первая такая организация была создана в Уфе в 1907 году под названием „Уфимское мусульманское дамское общество“. Членами этого общества могли быть все желающие, а учредителями были в основном дворянки: Султанов София, Басимова Фатима, Султанов Мариам, Камалетдинова Гайша, Джантурина Суфия, Султанова Зюлейха и др. Программа общества была рассчитана на многие полезные дела и преследовала культурно-просветительные, нравственно-воспитательные и трудно-вспомогательные цели[19]».